# 소켓 FM2
소켓 FM2는 AMD의 데스크톱 Trinity, Richland APU, 또 이것들에 기반을 둔  Athlon X2, Athlon X4 프로세서를 메인보드에 장착하기 위해 사용되는 CPU 소켓이다. FM2는 2012년 9월 27일 런칭하였다. 신형 FM2 CPU 소켓을 지원하는 메인보드는 AMD의 새로운 A85X 칩셋을 이용할 수도 있다.
이 소켓은 5x7만큼 중앙이 빈 31x31 기반 그리드 핀 기반, 각 모서리에 3개의 핀이 없고, 추가 키 핀이 없는 FM1과 매우 비슷하다. 소켓 FM1과 비교하면 2개의 키 핀이 이동되었으며 1개가 더 제거되어 904개의 핀을 남겨두었다.
사용 가능한 칩셋의 경우 퓨전 컨트롤러 허브(FCH)를 참고할 것.
스팀롤러 기반의 "Kaveri" APU는 지원되지 않는다. 소켓 FM2+ (FM2r2) 및 소켓 FP3 (BGA-???) 문서를 참고할 것.